# 정재윤 (축구인)
정재윤(1981년 5월 28일 ~ )은 대한민국의 프로 축구 선수이다.

## 클럽 경력
포지션은 수비수이다. 홍익대학교 졸업 후 2004년에 FC 서울에 입단하였다. 입단 당시 포지션은 FW였지만 2006년 경찰 축구단 입대 후 포지션이 변경되었다. 전역 후 2008년 내셔널리그 팀인 안산 할렐루야에서 주축 미드 필더와 수비수로 활동하다가 2009년 인천 유나이티드로 이적. 2012년 FC 서울 스카우트로 선임되었다.

## 참고 자료
- 웹진 5월호 반갑습니다! 정재윤 FC서울 스카우트 보관됨 2019-06-29 - 웨이백 머신